# Love Me to Heaven
Love Me to Heaven è un singolo del gruppo musicale statunitense Jonas Brothers, pubblicato il 21 marzo 2025 come primo estratto dal settimo album in studio Greetings from Your Hometown.

## Video musicale
Il video, diretto da Anthony Mandler è stato pubblicato il 31 marzo 2025.

## Tracce
1. Love Me to Heaven – 3:26